# Karpenisi
Karpenisi (grec: Καρπενήσι - Karpenísi, antiga Karpénesion, turc Kerbenesh, també apareix com Carpenitze o Carpenitza) és una ciutat d'Eòlia a la Grècia central, prefectura d'Evritania de la que és capital. És una zona muntanyosa amb granges a la part de les valls; és una regió preferentment agrícola. La ciutat es troba a la vall del riu Karpenisiotis (Καρπενησιώτης) afluent de l'Achelous i del Megdova, al sud del mont Tymfristos (2.315 metres). La població el 2001 era de 9.390 habitants (el 1981 de 15.230 i el 1991 de 8.185).

## Districtes municipals
- Hàgia Vlakherna
  - Ampelia
  - Vamvakies
- Hàgios Andreas
- Hàgios Nikólaos
  - Lefka
- Fidakia
- Kalesmeno
  - Ano Kalesmeno
  - Armoniada
  - Monastiraki
- Klafsion
- Koryschades
  - Mesampelia
- Myriki
- Papparousi
  - Dytiko Papparousi
- Pavlopoulo
  - Pappadia
- Sella
  - Milea
- Stefani
- Stenoma
- Voutyro
- Fidakia

### Subdivisions
- Gorianades, 122 habitants
- Itia, 22 habitants
- Kallithea, 23 habitants
- Velouchi, 16 habitants

## Història
Fou ocupada pels otomans sota Baiazet I, durant la campanya en què foren també ocupades Salona, Domakia i nova Patres (1394). Apareix per primer cop en una font otomana amb el nom de K.rab.n.sh sent segurament part del sandjak de Tirkhala; després va esdevenir un kada del sandjak d'Aynabakhti (Naupacte). El 21 d'agost de 1823 fou teatre de la victòria del cap suliota grec Markos Botzaris sobre els otomans.

## Agermanaments
- Asheville, EUA

## Personatges
- Zacharias Papantoniou (1877-1940) escriptor